# Bruno Braga
Bruno Braga (Ferrara, 21 maggio 1909 – ...) è stato un calciatore italiano, di ruolo ala.

## Carriera
Ha giocato per sei stagioni a Ferrara con la Spal, le prime quattro in Prima Divisione, promosso nella stagione 1932-33 ha disputato in Serie B le altre due esordendo tra i cadetti a Verona il 17 settembre 1933 nella partita Verona-Spal (2-2). Ha disputato poi due stagioni con il Mantova.

## Palmarès

### Club

#### Competizioni nazionali
- Prima Divisione: 2

SPAL: 1931-1932, 1932-1933